# بازی‌های جهانی پیوند اعضا
بازی‌های جهانی پیوند اعضا (انگلیسی: List of World Transplant Games) یک رقابت چند ورزشی است که برای افرادی که پیوند اعضا یا اهدای عضو داشته‌اند، در رشته‌های مختلف ورزشی و هر دو سال یک بار برگزار می‌شود.

## بازی‌های تابستانی
| سال  | بازی‌ها | میزبان                 | تاریخ            | کشورها | ورزشکاران | منبع  |
| ---- | ------ | ---------------------- | ---------------- | ------ | --------- | ----- |
| ۱۹۷۸ | 1      | پورتسموث، بریتانیا     |                  |        |           |       |
| ۱۹۷۹ | 2      | پورتسموث، بریتانیا     |                  |        |           |       |
| ۱۹۸۰ | 3      | نیویورک، ایالات متحده  |                  |        |           |       |
| ۱۹۸۲ | 4      | آتن، یونان             |                  |        |           |       |
| ۱۹۸۴ | 5      | آمستردام، هلند         |                  |        |           |       |
| ۱۹۸۷ | 6      | اینسبروک، اتریش        |                  |        |           |       |
| ۱۹۸۹ | 7      | سنگاپور                |                  |        |           |       |
| ۱۹۹۱ | 8      | بوداپست، مجارستان      |                  |        |           |       |
| ۱۹۹۳ | 9      | ونکوور، کانادا         |                  |        |           |       |
| ۱۹۹۵ | 10     | منچستر، بریتانیا       |                  |        |           |       |
| ۱۹۹۷ | 11     | سیدنی، استرالیا        |                  |        |           |       |
| ۱۹۹۹ | 12     | بوداپست، مجارستان      |                  |        |           |       |
| ۲۰۰۱ | 13     | کوبه (شهر), ژاپن       |                  |        |           |       |
| ۲۰۰۳ | 14     | نانسی، فرانسه          |                  |        |           |       |
| ۲۰۰۵ | 15     | لندن، انتاریو، کانادا  |                  |        |           |       |
| ۲۰۰۷ | 16     | بانکوک، تایلند         |                  |        |           |       |
| ۲۰۰۹ | 17     | گلد کوست، استرالیا     |                  |        |           |       |
| ۲۰۱۱ | 18     | یوتبری، سوئد           |                  |        |           |       |
| ۲۰۱۳ | 19     | دوربان، آفریقای جنوبی  |                  |        |           | [ ۱ ] |
| ۲۰۱۵ | 20     | مار دل پلاتا، آرژانتین | 23 – 30 August   | ۴۴     | ۱٬۱۱۰     | [ ۲ ] |
| ۲۰۱۷ | 21     | مالاگا، اسپانیا        | 25 June – 2 July | ۵۲     | ۲٬۵۰۰     | [ ۳ ] |
| ۲۰۱۹ | 22     | نیوکاسل، بریتانیا      | 17 – 23 August   |        |           | [ ۴ ] |

## بازی‌های زمستانی
| سال  | بازی‌ها | میزبان                          | تاریخ         | کشورها | ورزشکاران | منبع |
| ---- | ------ | ------------------------------- | ------------- | ------ | --------- | ---- |
| ۱۹۹۴ | 1      | تیگنس، فرانسه                   |               |        |           |      |
| ۱۹۹۶ | 2      | Pra-Loup, فرانسه                |               |        |           |      |
| ۱۹۹۹ | 3      | اسنو بیرد، یوتا، ایالات متحده   |               |        |           |      |
| ۲۰۰۱ | 4      | Nendaz, سوئیس                   |               |        |           |      |
| ۲۰۰۴ | 5      | برومیو، ایتالیا                 |               |        |           |      |
| ۲۰۰۸ | 6      | رووانیمی، فنلاند                |               |        |           |      |
| ۲۰۱۰ | 7      | Sainte-Foy-Tarentaise, فرانسه   |               |        |           |      |
| ۲۰۱۲ | 8      | Anzere, سوئیس                   |               |        |           |      |
| ۲۰۱۴ | 9      | La Chapelle-d'Abondance, فرانسه |               |        |           |      |
| ۲۰۱۶ | 10     | not held                        |               |        |           |      |
| ۲۰۱۸ | 11     | Anzère, سوئیس                   | 7–12 January  |        |           |      |
| ۲۰۲۰ | 12     | آلبرتا، کانادا                  | 28–23 Febrary |        |           |      |

## مدال‌ها

### ۲۰۱۵
| رتبه            | کشور                | طلا | نقره | برنز | مجموع |
| --------------- | ------------------- | --- | ---- | ---- | ----- |
| ۱               | بریتانیای کبیر      | ۱۲۲ | ۷۶   | ۴۸   | ۲۴۶   |
| ۲               | آرژانتین            | ۵۴  | ۴۴   | ۴۶   | ۱۴۴   |
| ۳               | آفریقای جنوبی       | ۴۱  | ۲۴   | ۲۴   | ۸۹    |
| ۴               | مجارستان            | ۴۱  | ۲۳   | ۲۳   | ۸۷    |
| ۵               | ایالات متحده آمریکا | ۳۰  | ۳۱   | ۲۶   | ۸۷    |
| ۶               | ایران               | ۲۷  | ۲۲   | ۲۸   | ۷۷    |
| ۷               | آلمان               | ۲۶  | ۲۴   | ۱۲   | ۶۲    |
| ۸               | فرانسه              | ۲۴  | ۲۳   | ۲۸   | ۷۵    |
| ۹               | تایلند              | ۱۸  | ۲۷   | ۱۸   | ۶۳    |
| ۱۰              | کانادا              | ۱۳  | ۱۴   | ۱۱   | ۳۸    |
| ۱۱              | سوئیس               | ۹   | ۱۲   | ۵    | ۲۶    |
| ۱۲              | هلند                | ۸   | ۲۲   | ۱۹   | ۴۹    |
| ۱۳              | استرالیا            | ۸   | ۶    | ۱۰   | ۲۴    |
| ۱۴              | چک                  | ۷   | ۴    | ۴    | ۱۵    |
| ۱۵              | جمهوری ایرلند       | ۷   | ۴    | ۱    | ۱۲    |
| ۱۶              | فنلاند              | ۵   | ۷    | ۱۰   | ۲۲    |
| ۱۷              | یونان               | ۴   | ۵    | ۴    | ۱۳    |
| ۱۸              | هنگ کنگ             | ۴   | ۱    | ۱۲   | ۱۷    |
| ۱۹              | تونس                | ۴   | ۱    | ۰    | ۵     |
| ۲۰              | ایتالیا             | ۳   | ۴    | ۵    | ۱۲    |
| ۲۱              | اتریش               | ۳   | ۲    | ۶    | ۱۱    |
| ۲۲              | بلژیک               | ۳   | ۲    | ۱    | ۶     |
| ۲۳              | شیلی                | ۳   | ۱    | ۲    | ۶     |
| ۲۳              | نیوزیلند            | ۳   | ۱    | ۲    | ۶     |
| ۲۵              | چین                 | ۳   | ۰    | ۱    | ۴     |
| ۲۶              | لهستان              | ۲   | ۴    | ۴    | ۱۰    |
| ۲۷              | سنگاپور             | ۲   | ۳    | ۱۱   | ۱۶    |
| ۲۸              | پرتغال              | ۲   | ۲    | ۰    | ۴     |
| ۲۹              | قبرس                | ۲   | ۰    | ۱    | ۳     |
| ۳۰              | مکزیک               | ۱   | ۳    | ۳    | ۷     |
| ۳۱              | اسلواکی             | ۱   | ۲    | ۲    | ۵     |
| ۳۱              | برزیل               | ۱   | ۲    | ۲    | ۵     |
| ۳۳              | ژاپن                | ۱   | ۱    | ۳    | ۵     |
| ۳۴              | هند                 | ۱   | ۱    | ۱    | ۳     |
| ۳۵              | نروژ                | ۰   | ۱    | ۳    | ۴     |
| ۳۶              | سوئد                | ۰   | ۱    | ۰    | ۱     |
| ۳۷              | اسپانیا             | ۰   | ۰    | ۴    | ۴     |
| ۳۸              | کرهٔ جنوبی           | ۰   | ۰    | ۱    | ۱     |
| ۳۹              | اروگوئه             | ۰   | ۰    | ۰    | ۰     |
| ۳۹              | ایسلند              | ۰   | ۰    | ۰    | ۰     |
| ۳۹              | بلغارستان           | ۰   | ۰    | ۰    | ۰     |
| ۳۹              | مالزی               | ۰   | ۰    | ۰    | ۰     |
| ۳۹              | نپال                | ۰   | ۰    | ۰    | ۰     |
| ۳۹              | کلمبیا              | ۰   | ۰    | ۰    | ۰     |
| مجموع (۴۴ کشور) | مجموع (۴۴ کشور)     | ۴۸۳ | ۴۰۰  | ۳۸۱  | ۱۲۶۴  |

### ۲۰۱۷
| رتبه            | کشور                | طلا | نقره | برنز | مجموع |
| --------------- | ------------------- | --- | ---- | ---- | ----- |
| ۱               | بریتانیای کبیر      | ۱۶۶ | ۹۰   | ۱۰۴  | ۳۶۰   |
| ۲               | ایالات متحده آمریکا | ۴۵  | ۵۲   | ۴۷   | ۱۴۴   |
| ۳               | آفریقای جنوبی       | ۳۵  | ۲۳   | ۱۸   | ۷۶    |
| ۴               | آلمان               | ۳۰  | ۳۰   | ۲۲   | ۸۲    |
| ۵               | اسپانیا             | ۲۹  | ۱۵   | ۱۴   | ۵۸    |
| ۶               | استرالیا            | ۲۷  | ۲۸   | ۱۸   | ۷۳    |
| ۷               | کانادا              | ۱۹  | ۱۵   | ۲۱   | ۵۵    |
| ۸               | فرانسه              | ۱۹  | ۱۱   | ۲۷   | ۵۷    |
| ۹               | مجارستان            | ۱۸  | ۲۳   | ۳۵   | ۷۶    |
| ۱۰              | آرژانتین            | ۱۷  | ۲۳   | ۲۴   | ۶۴    |
| ۱۱              | ایران               | ۱۷  | ۱۸   | ۱۴   | ۴۹    |
| ۱۲              | تایلند              | ۱۷  | ۱۳   | ۲۲   | ۵۲    |
| ۱۳              | جمهوری ایرلند       | ۱۲  | ۷    | ۹    | ۲۸    |
| ۱۴              | فنلاند              | ۱۰  | ۱۵   | ۱۱   | ۳۶    |
| ۱۵              | ایتالیا             | ۹   | ۱۰   | ۱۴   | ۳۳    |
| ۱۶              | نیوزیلند            | ۹   | ۶    | ۵    | ۲۰    |
| ۱۷              | هلند                | ۸   | ۱۴   | ۱۷   | ۳۹    |
| ۱۸              | هنگ کنگ             | ۸   | ۲    | ۶    | ۱۶    |
| ۱۹              | سوئیس               | ۷   | ۸    | ۴    | ۱۹    |
| ۲۰              | لهستان              | ۶   | ۱۶   | ۱۰   | ۳۲    |
| ۲۱              | یونان               | ۶   | ۵    | ۳    | ۱۴    |
| ۲۲              | ژاپن                | ۶   | ۳    | ۶    | ۱۵    |
| ۲۳              | چین                 | ۴   | ۸    | ۶    | ۱۸    |
| ۲۴              | برزیل               | ۳   | ۵    | ۱    | ۹     |
| ۲۵              | چک                  | ۲   | ۴    | ۵    | ۱۱    |
| ۲۶              | اتریش               | ۲   | ۲    | ۵    | ۹     |
| ۲۶              | مکزیک               | ۲   | ۲    | ۵    | ۹     |
| ۲۸              | سوئد                | ۲   | ۲    | ۱    | ۵     |
| ۲۸              | قبرس                | ۲   | ۲    | ۱    | ۵     |
| ۳۰              | تونس                | ۲   | ۱    | ۲    | ۵     |
| ۳۱              | نروژ                | ۱   | ۴    | ۱    | ۶     |
| ۳۲              | پرتغال              | ۱   | ۳    | ۲    | ۶     |
| ۳۳              | شیلی                | ۱   | ۱    | ۴    | ۶     |
| ۳۴              | اسرائیل             | ۱   | ۱    | ۲    | ۴     |
| ۳۵              | هند                 | ۱   | ۰    | ۱    | ۲     |
| ۳۶              | ایسلند              | ۱   | ۰    | ۰    | ۱     |
| ۳۶              | قزاقستان            | ۱   | ۰    | ۰    | ۱     |
| ۳۶              | مراکش               | ۱   | ۰    | ۰    | ۱     |
| ۳۶              | پاراگوئه            | ۱   | ۰    | ۰    | ۱     |
| ۳۶              | کرهٔ جنوبی           | ۱   | ۰    | ۰    | ۱     |
| ۴۱              | سنگاپور             | ۰   | ۴    | ۶    | ۱۰    |
| ۴۲              | کلمبیا              | ۰   | ۱    | ۴    | ۵     |
| ۴۳              | بلژیک               | ۰   | ۱    | ۳    | ۴     |
| ۴۴              | دانمارک             | ۰   | ۱    | ۰    | ۱     |
| ۴۴              | پورتوریکو           | ۰   | ۱    | ۰    | ۱     |
| ۴۶              | اسلواکی             | ۰   | ۰    | ۴    | ۴     |
| ۴۷              | اروگوئه             | ۰   | ۰    | ۱    | ۱     |
| ۴۷              | رومانی              | ۰   | ۰    | ۱    | ۱     |
| ۴۹              | الجزایر             | ۰   | ۰    | ۰    | ۰     |
| ۴۹              | ترکیه               | ۰   | ۰    | ۰    | ۰     |
| ۴۹              | روسیه               | ۰   | ۰    | ۰    | ۰     |
| ۴۹              | لبنان               | ۰   | ۰    | ۰    | ۰     |
| مجموع (۵۲ کشور) | مجموع (۵۲ کشور)     | ۵۴۹ | ۴۷۰  | ۵۰۶  | ۱۵۲۵  |

### ۲۰۱۹
بیست و دومین دوره بازی‌های پیوند اعضا و بیماری‌های خاص با حضور تقریباً ۲۴۰۰ نفر ورزشکار از ۵۹ کشور جهان در شهر نیوکاسل انگلیس برگزار شد. در پایان این مسابقات کاروان ایران با کسب ۲۶ مدال طلا، ۳۵ نقره و ۳۳ برنز در بین ۵۹ کشور شرکت کننده در جایگاه سوم قرار گرفت. در دوره قبلی بازی‌ها که در کشور اسپانیا و شهر مالاگا برگزار شد، تیم ایران با ۳۸ ورزشکار، ۱۷ طلا، ۱۸ نقره و ۱۴ برنز توانسته بود در بین ۴۹ کشور شرکت کننده به مقام یازدهم دست یابد. کاروان ورزش ایران در مجموع ۴۶ ورزشکار داشت که ۲۵ نفر آقایان و ۲۱ نفر بانوان بودند. نکته جالب توجه در خصوص این کاروان عملکرد قابل قبول بانوان بود. انگلیس میزبان این بازی‌ها با بیش از ۲۵۰ ورزشکار قهرمان شد اما ایران با ۴۶ نفر سوم شد.
| رتبه            | کشور                | طلا | نقره | برنز | مجموع |
| --------------- | ------------------- | --- | ---- | ---- | ----- |
| ۱               | بریتانیای کبیر      | ۲۰۵ | ۱۵۲  | ۱۲۷  | ۴۸۴   |
| ۲               | ایالات متحده آمریکا | ۶۷  | ۵۱   | ۳۸   | ۱۵۶   |
| ۳               | ایران               | ۲۶  | ۳۵   | ۳۳   | ۹۴    |
| ۴               | کانادا              | ۲۳  | ۲۱   | ۲۰   | ۶۴    |
| ۵               | آفریقای جنوبی       | ۲۲  | ۲۳   | ۲۲   | ۶۷    |
| ۶               | تایلند              | ۲۲  | ۱۹   | ۳۱   | ۷۲    |
| ۷               | آرژانتین            | ۱۹  | ۱۶   | ۱۷   | ۵۲    |
| ۸               | مجارستان            | ۱۸  | ۲۶   | ۳۳   | ۷۷    |
| ۹               | استرالیا            | ۱۸  | ۱۳   | ۱۱   | ۴۲    |
| ۱۰              | آلمان               | ۱۴  | ۱۷   | ۱۴   | ۴۵    |
| ۱۱              | جمهوری ایرلند       | ۱۴  | ۱۶   | ۱۴   | ۴۴    |
| ۱۲              | هنگ کنگ             | ۱۴  | ۶    | ۱۴   | ۳۴    |
| ۱۳              | هلند                | ۱۲  | ۱۵   | ۱۶   | ۴۳    |
| ۱۴              | فرانسه              | ۱۱  | ۱۴   | ۱۶   | ۴۱    |
| ۱۵              | فنلاند              | ۱۱  | ۱۴   | ۱۲   | ۳۷    |
| ۱۶              | لهستان              | ۱۱  | ۹    | ۸    | ۲۸    |
| ۱۷              | ایتالیا             | ۱۱  | ۶    | ۱۳   | ۳۰    |
| ۱۸              | مکزیک               | ۶   | ۳    | ۵    | ۱۴    |
| ۱۹              | ژاپن                | ۶   | ۲    | ۵    | ۱۳    |
| ۲۰              | سوئد                | ۶   | ۰    | ۳    | ۹     |
| ۲۱              | سوئیس               | ۵   | ۵    | ۱۱   | ۲۱    |
| ۲۲              | چک                  | ۴   | ۳    | ۲    | ۹     |
| ۲۳              | یونان               | ۴   | ۲    | ۳    | ۹     |
| ۲۴              | کرهٔ جنوبی           | ۴   | ۰    | ۱    | ۵     |
| ۲۵              | پرتغال              | ۳   | ۴    | ۱    | ۸     |
| ۲۶              | چین                 | ۳   | ۲    | ۵    | ۱۰    |
| ۲۷              | اسپانیا             | ۲   | ۴    | ۹    | ۱۵    |
| ۲۸              | نیوزیلند            | ۲   | ۰    | ۰    | ۲     |
| ۲۹              | برزیل               | ۱   | ۴    | ۱۲   | ۱۷    |
| ۳۰              | کلمبیا              | ۱   | ۳    | ۵    | ۹     |
| ۳۱              | بلژیک               | ۱   | ۲    | ۲    | ۵     |
| ۳۱              | نروژ                | ۱   | ۲    | ۲    | ۵     |
| ۳۳              | روسیه               | ۱   | ۲    | ۱    | ۴     |
| ۳۴              | قبرس                | ۱   | ۲    | ۰    | ۳     |
| ۳۴              | هند                 | ۱   | ۲    | ۰    | ۳     |
| ۳۶              | سنگاپور             | ۱   | ۱    | ۷    | ۹     |
| ۳۷              | اسرائیل             | ۱   | ۱    | ۱    | ۳     |
| ۳۸              | پاراگوئه            | ۱   | ۰    | ۰    | ۱     |
| ۳۹              | اتریش               | ۰   | ۶    | ۳    | ۹     |
| ۴۰              | آندورا              | ۰   | ۲    | ۰    | ۲     |
| ۴۱              | اسلواکی             | ۰   | ۰    | ۲    | ۲     |
| ۴۲              | دانمارک             | ۰   | ۰    | ۱    | ۱     |
| ۴۲              | قزاقستان            | ۰   | ۰    | ۱    | ۱     |
| ۴۴              | آذربایجان           | ۰   | ۰    | ۰    | ۰     |
| ۴۴              | اتیوپی              | ۰   | ۰    | ۰    | ۰     |
| ۴۴              | اروگوئه             | ۰   | ۰    | ۰    | ۰     |
| ۴۴              | اسلوونی             | ۰   | ۰    | ۰    | ۰     |
| ۴۴              | الجزایر             | ۰   | ۰    | ۰    | ۰     |
| ۴۴              | اکوادور             | ۰   | ۰    | ۰    | ۰     |
| ۴۴              | ایسلند              | ۰   | ۰    | ۰    | ۰     |
| ۴۴              | ترکیه               | ۰   | ۰    | ۰    | ۰     |
| ۴۴              | شیلی                | ۰   | ۰    | ۰    | ۰     |
| ۴۴              | لوکزامبورگ          | ۰   | ۰    | ۰    | ۰     |
| ۴۴              | مالزی               | ۰   | ۰    | ۰    | ۰     |
| ۴۴              | مراکش               | ۰   | ۰    | ۰    | ۰     |
| ۴۴              | مغولستان            | ۰   | ۰    | ۰    | ۰     |
| ۴۴              | نپال                | ۰   | ۰    | ۰    | ۰     |
| ۴۴              | ونزوئلا             | ۰   | ۰    | ۰    | ۰     |
| ۴۴              | کنیا                | ۰   | ۰    | ۰    | ۰     |
| مجموع (۵۹ کشور) | مجموع (۵۹ کشور)     | ۵۷۳ | ۵۰۵  | ۵۲۱  | ۱۵۹۹  |

## ورزش‌ها
| Summer: 1. Athletics 2. دو و میدانی (Road Race) 3. ورزش شنا 4. دوچرخه‌سواری 5. کایاک 6. بدمینتون 7. تنیس روی میز 8. Paddle tennis 9. تنیس 10. اسکواش 11. ورزش سه‌گانه 12. بولینگ 13. دارت 14. گلف 15. Lawn bowls 16. پتانک 17. Tejo 18. بسکتبال ۳ نفره 19. والیبال | Winter: 1. ورزش دوگانه 2. کرلینگ 3. اسنوبردسواری 4. اسکی (ورزش) - اسکی مارپیچ کوچک - اسکی مارپیچ بزرگ - Super Giant Slalom - اسکی مارپیچ کوچک - Nicholas Cup: Slalom Race for Children (A Ski Event for Transplanted Children) |

SPORTS – DONORS
(including deceased donor families and living donors)
- Road Race
- 50m Freestyle
- Athletics:

100m sprint, ball throw, long jump

## رده‌های سنی
Seniors age groups:
- (18-29), (30-39), (40-49), (50-59), (60-69), (70-79) and (80+). Doubles events: (18-29), (30-49) and (۵۰+).

Juniors age groups:
- (5 years and under), (6-8), (9-11), (12-14) and (15-17). Juniors 16 or 17 years of age are permitted to compete in adult age events, but must then compete only in adult events.

## تاریخچه حضور ایران
سابقه حضور ایران در بازی‌های جهانی پیوند اعضا به شرح زیر است:
۱۹۹۷ سیدنی استرالیا: بدون مدال (۵۳ نماینده) / مجموع ۰ مدال
۱۹۹۹ بوداپست مجارستان: بدون مدال (۵۱ نماینده) / مجموع ۰ مدال
۲۰۰۱ کوبه ژاپن: یک طلا ـ یک برنز (۳۹ نماینده) / مجموع ۲ مدال
۲۰۰۳ نانسی فرانسه: ۳ طلا ـ ۵ نقره ـ یک برنز (۳۳ نماینده) / مجموع ۸ مدال
۲۰۰۵ ونکوور کانادا / شرکت نکرد
۲۰۰۷ بانکوک تایلند: ۱۳ طلا ـ ۱۴ نقره ـ ۹ برنز (۴۸ نماینده) / مجموع ۳۶ مدال
۲۰۰۹ گلدکوئست استرالیا / شرکت نکرد
۲۰۱۱ گوتنبرگ سوئد: ۲۳ طلا ـ ۱۸ نقره ـ ۲۴ برنز (۵۴ نماینده) / مجموع ۶۵ مدال
۲۰۱۳ دوربان آفریقای جنوبی: ۱۴ طلا ـ ۲۵ نقره ـ ۲۲ برنز (۵۰ نماینده) / مجموع ۶۱ مدال
۲۰۱۵ ماردل پلاتا آرژانتین: ۲۷ طلا ـ ۲۲ نقره ـ ۲۸ برنز (۴۳ نماینده) / مجموع ۷۷ مدال
۲۰۱۷ مالاگا اسپانیا: ۱۷ طلا ـ ۱۸ نقره ـ ۱۴ برنز (۳۸ نماینده) - روادید ۴۰ نفر صادر نشد / مجموع ۴۹ مدال
۲۰۱۹ نیوکاسل بریتانیا: ۲۶ طلا ـ ۳۵ نقره ـ ۳۳ برنز (۴۶ نماینده) / مجموع ۹۴ مدال